# Anders Carlsson af Kullberg
Anders Carlsson af Kullberg (fram till adlandet 1818 endast Kullberg), född den 3 augusti 1771 i Strö församling i Skåne, död den 5 maj 1851 i Kalmar, var biskop i Kalmar stift, ledamot av Svenska akademien och statsråd.

## Biografi
af Kullberg var son till kyrkoherden och teologie doktorn Carl Kullberg och Johanna Wallstedt, far till Karl af Kullberg samt farbror till Anders Fredrik Kullberg.
Anders af Kullberg hette ursprungligen Anders Carlsson Kullberg, blev adlad 1818 och antog då namnet af Kullberg. Kullberg blev student vid Lunds universitet 1788 ochmagister ultimus vidpromotionen 1793 samt avlade kort därefter examen till rättegångsverken. År 1797 förordnades han till docent i grekiska och österländska språk vid Lunds universitet, men lämnade redan 1798 den akademiska banan och ingick som extra ordinarie kanslist i justitierevisionen.
1799 inlämnade han och vann i Svenska akademien priset för ett Poem till Theaterns sånggudinnor. Samma utmärkelse förnyades 1800 för ett skaldestycke: En blick på mänsklighetens missöden; 1802 för poemet Ålderdomen, och 1805 för skaldestycket Den husliga sällheten. När dessa pris hade gjort den unge ämbetmannen bemärkt och givit fart åt hans befordringar, hängde han nöjd sin lyra på väggen.
Han blev nu kort efter vartannat: protokollssekreterare i k. maj:ts kansli 1807, var handsekreterare åt prins Karl August 1809–1810, befordrades till expeditionssekreterare 1810, kansliråd 1812 samt var 1812–1818 medlem av tryckfrihetskommittéen och 1813–1819 flera gånger handhavare av den hovkanslern åliggande uppsikten över tryckfriheten. 1817 kallades han att intaga A. G. Silfverstolpes stol i Svenska akademien och adlades året därefter med namnet af Kullberg. 1820 blev han t. f. hovkansler med säte och stämma i statsrådet samt 1826 ordinarie statssekreterare i ecklesiastikexpeditionen. 
Han ansvarade för censuren under Gustav IV Adolf men överlevde dennes fall, och blev prins Karl August handsekreterare. När denne stupade under mystiska omständigheter på exercisfältet utanför Kvidinge, fann han på råd och vann med tiden Karl Johans förtroende. Kullberg hade sina fiender. Gustavianerna kunde aldrig förlåta att han vid Gustav IV Adolfs fall utan svårare samvetsbetänkligheter bytt sida. Det gick ett rykte om honom att det var han som skrivit Rävarna, en fabel som kan ha medverkat till de stämningar som resulterade i mordet på Axel von Fersen. När ett antal gamla ärkegustavianer kom in i Karl Johans taburett på 1820-talet, var Kullbergs position ytterst obehaglig.
1830 utnämndes han till biskop över Kalmar stift och kyrkoherde i Ljungby prebendepastorat samt blev samma år teologie doktor. När han utnämndes till biskop var han ännu inte prästvigd.
Anders af Kullberg var ledamot av Svenska Akademien, stol 7, åren 1817 till 1851. Kommendör av stora korset av Nordstjärneorden. Han skrev bland annat Poëtiska försök. 1-2. 1816.